# 塩崎駅

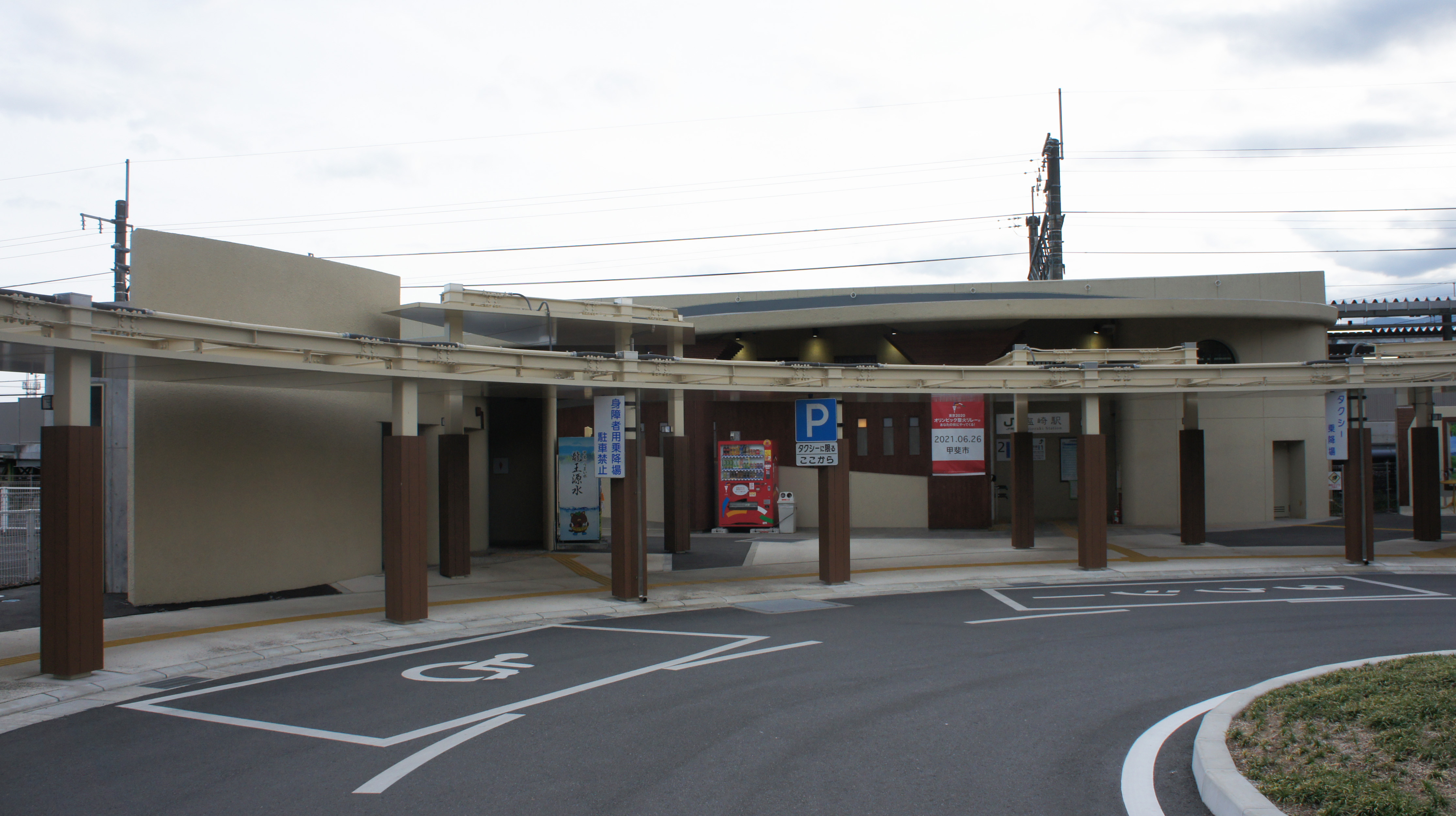
北口（2021年5月）

塩崎駅（しおざきえき）は、山梨県甲斐市下今井にある、東日本旅客鉄道（JR東日本）中央本線の駅である。駅番号はCO 45。
昭和初期からの駅設置運動が戦後に具体化し、建設費を地元負担の請願駅として建設された。駅名は開業当時の村名である、山梨県北巨摩郡塩崎村に由来する。

## 歴史
- 1951年（昭和26年）12月25日：日本国有鉄道の駅として開業[3]。旅客営業と小荷物のみ取り扱い[3]。
- 1961年（昭和36年）10月1日：行き違い設備を設置し、供用を開始[5]。
- 1972年（昭和47年）2月1日：荷物の扱いを廃止[6]。駅員無配置化。
- 1987年（昭和62年）4月1日：国鉄分割民営化により、東日本旅客鉄道（JR東日本）の駅となる[6][7]。
- 時期不明：「ジェイショップ塩崎」が開店。同時に業務委託化に伴い、再有人化。
- 2004年（平成16年）10月16日：ICカード「Suica」の利用が可能となる[8]。東京近郊区間に編入される[8]。
- 2007年（平成19年）：ジェイショップ塩崎が閉店[2]。
- 2014年（平成26年）10月8日：新駅舎の供用を開始[9][10]。

## 駅構造
JR東日本ステーションサービスが駅業務を受託している甲府駅管理の業務委託駅である。相対式ホーム2面2線を有する地上駅である。ホームは嵩上げされていない。ホームは築堤の上に置かれ、駅舎などから見ると高い位置にある。二つのホームは跨線橋や構内踏切ではつながっておらず、連絡は一旦駅を出てから線路をくぐる公道に寄る。
かつては上りホームには駅舎は設けられていなかった。業務委託駅になった後、公道から階段を上ったところに券売機が1台設置された券売機小屋が設置された。一時期上りの券売機が2台設置されていたことがあった。
開業当時の駅舎が下りホーム側にあり、駅無人化後に取り壊されたが、国鉄末期に旧駅舎跡地にコンビニエンスストア「ジェイショップ塩崎」が開業し、同時に業務委託駅となった。
その後、山梨県甲斐市とJR東日本は協働で新駅舎を建設し、2014年（平成26年）10月8日に使用を開始した。ホームと駅前広場の高低差を解消すべくスロープを新設したほか、ホームの嵩上げにより車両とホームの段差を解消するなど、バリアフリーに配慮した駅舎となっている。駅舎外観は南北それぞれの周辺環境に配慮し、南口駅舎は曲面の壁と塔を強調した西洋的なイメージ、北口駅舎は柱とひさしを強調した日本的なイメージと、それぞれ異なる雰囲気に仕上げている。

### のりば
| 番線 | 路線     | 方向 | 行先                 |
| ---- | -------- | ---- | -------------------- |
| 1    | 中央本線 | 下り | 小淵沢・松本方面     |
| 2    | 中央本線 | 上り | 甲府・大月・高尾方面 |

※現地の案内標では「中央本線」ではなく「中央線」と表記されているが、あくまで略称としての意味である。

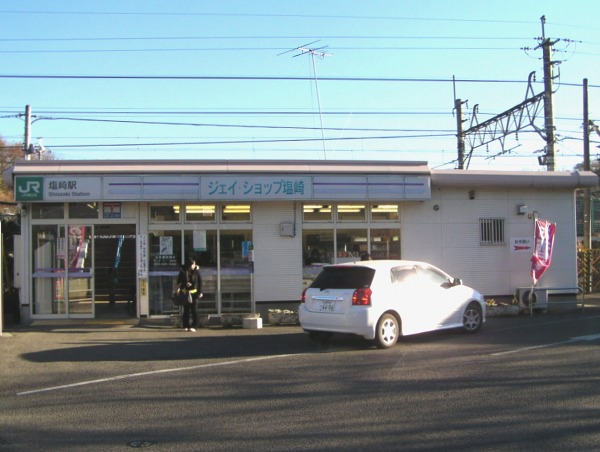
コンビニエンスストア営業時の駅舎（2005年12月）
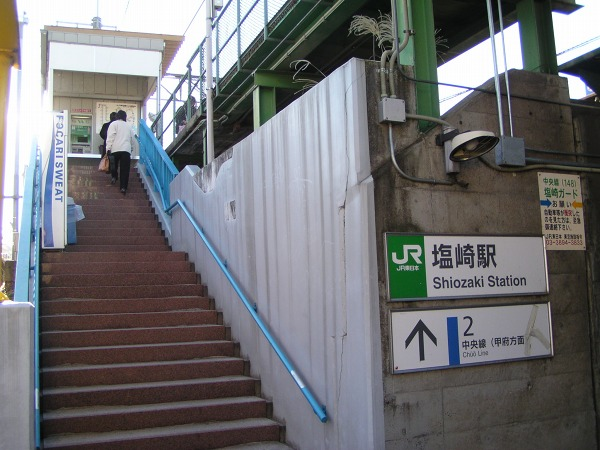
上りホームの入り口と券売機小屋（2005年12月）
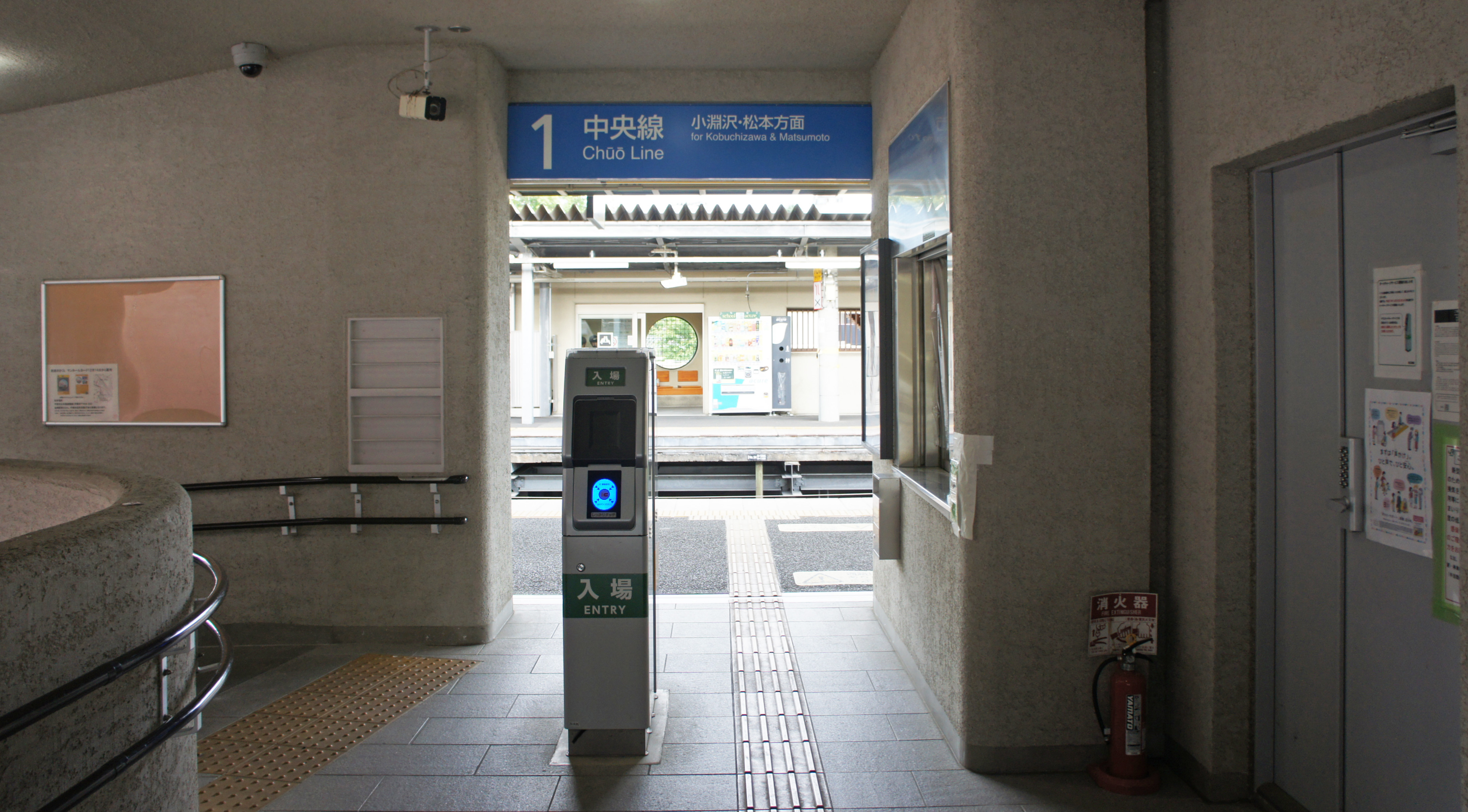
南口改札（2021年5月）
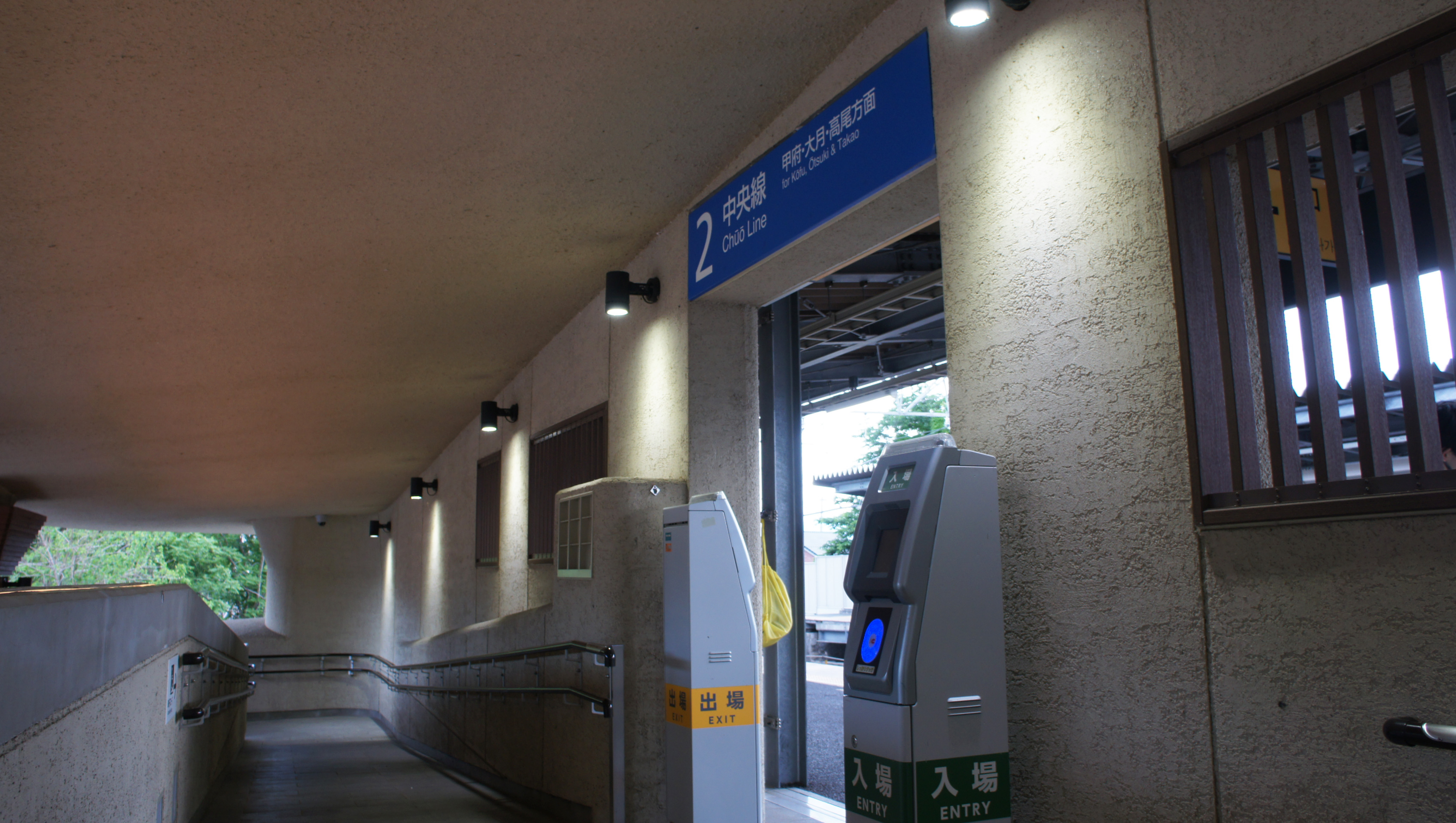
北口改札（2021年5月）
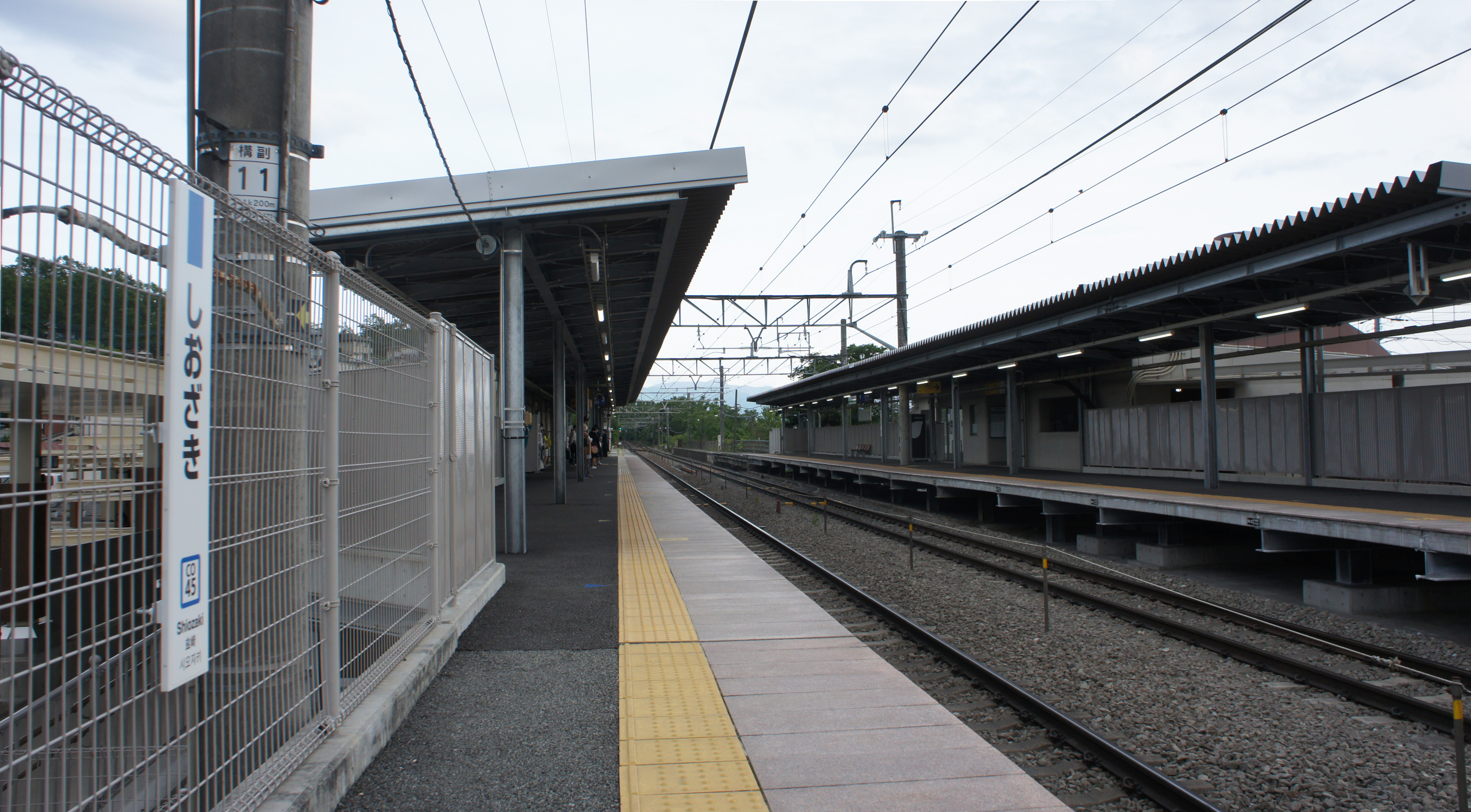
ホーム（2021年5月）

## 利用状況
JR東日本によると、2023年度（令和5年度）の1日平均乗車人員は1,016人である。
2000年度（平成12年度）以降の推移は以下のとおりである。
| 1日平均乗車人員推移 | 1日平均乗車人員推移 | 1日平均乗車人員推移 | 1日平均乗車人員推移 | 1日平均乗車人員推移 |
| 年度                | 定期外              | 定期                | 合計                | 出典                |
| ------------------- | ------------------- | ------------------- | ------------------- | ------------------- |
| 2000年（平成12年）  |                     |                     | 1,037               | [ 利用客数 2 ]      |
| 2001年（平成13年）  |                     |                     | 1,004               | [ 利用客数 3 ]      |
| 2002年（平成14年）  |                     |                     | 994                 | [ 利用客数 4 ]      |
| 2003年（平成15年）  |                     |                     | 1,002               | [ 利用客数 5 ]      |
| 2004年（平成16年）  |                     |                     | 1,002               | [ 利用客数 6 ]      |
| 2005年（平成17年）  |                     |                     | 1,003               | [ 利用客数 7 ]      |
| 2006年（平成18年）  |                     |                     | 1,022               | [ 利用客数 8 ]      |
| 2007年（平成19年）  |                     |                     | 1,017               | [ 利用客数 9 ]      |
| 2008年（平成20年）  |                     |                     | 1,025               | [ 利用客数 10 ]     |
| 2009年（平成21年）  |                     |                     | 1,097               | [ 利用客数 11 ]     |
| 2010年（平成22年）  |                     |                     | 1,120               | [ 利用客数 12 ]     |
| 2011年（平成23年）  |                     |                     | 1,119               | [ 利用客数 13 ]     |
| 2012年（平成24年）  | 295                 | 819                 | 1,114               | [ 利用客数 14 ]     |
| 2013年（平成25年）  | 299                 | 824                 | 1,123               | [ 利用客数 15 ]     |
| 2014年（平成26年）  | 302                 | 801                 | 1,103               | [ 利用客数 16 ]     |
| 2015年（平成27年）  | 298                 | 813                 | 1,111               | [ 利用客数 17 ]     |
| 2016年（平成28年）  | 293                 | 819                 | 1,112               | [ 利用客数 18 ]     |
| 2017年（平成29年）  | 295                 | 825                 | 1,120               | [ 利用客数 19 ]     |
| 2018年（平成30年）  | 266                 | 790                 | 1,056               | [ 利用客数 20 ]     |
| 2019年（令和元年）  | 258                 | 777                 | 1,036               | [ 利用客数 21 ]     |
| 2020年（令和02年）  | 153                 | 662                 | 815                 | [ 利用客数 22 ]     |
| 2021年（令和03年）  | 178                 | 728                 | 907                 | [ 利用客数 23 ]     |
| 2022年（令和04年）  | 231                 | 742                 | 974                 | [ 利用客数 24 ]     |
| 2023年（令和05年）  | 253                 | 763                 | 1,016               | [ 利用客数 1 ]      |

## 駅周辺
住宅地の中にある駅である。山梨県唯一の滑走路のある日本航空高等学校の最寄り駅となる。
- 光照寺 - 薬師堂は重要文化財に指定されている。
- 日本航空高等学校
- 甲斐市役所 双葉分庁舎
  - ふれあい文化館
  - 双葉歴史民俗資料館
- 甲斐警察署
- 双葉郵便局
- 山梨県民信用組合双葉支店
- ラザウォーク甲斐双葉

### バス路線
「塩崎駅」停留所にて、山梨交通韮崎営業所が運行する路線バスが発着する。
- 08：甲府駅／韮崎駅

## 隣の駅
東日本旅客鉄道（JR東日本）
 中央本線
竜王駅 (CO 44) - 塩崎駅 (CO 45) - 韮崎駅 (CO 46)

### 記事本文
1. 1 2  『中央本線 初狩～小淵沢駅間へ「駅ナンバリング」を拡大しました』（PDF）（プレスリリース）東日本旅客鉄道八王子支社、2020年3月23日。オリジナルの2020年3月23日時点におけるアーカイブ。2020年3月23日閲覧。
2. 1 2 3 4  『週刊 JR全駅・全車両基地』 36号 松本駅・穂高駅・姨捨駅ほか70駅、朝日新聞出版〈週刊朝日百科〉、2013年4月21日、19頁。
3. 1 2 3  「日本国有鉄道公示第349号」『官報』1951年12月21日（国立国会図書館デジタルコレクション）
4. 1 2  事業エリアマップ - JR東日本ステーションサービス.2021年9月14日閲覧
5. ↑  「線増・信号所新設など 国鉄各線の設備増強工事完成 秋冬繁忙期輸送に一役」『交通新聞』交通協力会、1961年10月3日、1面。
6. 1 2  石野哲 編『停車場変遷大事典 国鉄・JR編 II』（初版）JTB、1998年10月1日、182頁。ISBN 978-4-533-02980-6。
7. ↑  曽根悟（監修）（著）、朝日新聞出版分冊百科編集部（編集）（編）「中央本線」『週刊 歴史でめぐる鉄道全路線 国鉄・JR』第5号、朝日新聞出版、2009年8月9日、27頁。
8. 1 2  『首都圏でSuicaをご利用いただけるエリアが広がります』（PDF）（プレスリリース）東日本旅客鉄道、2004年8月23日。オリジナルの2019年7月9日時点におけるアーカイブ。2020年3月25日閲覧。
9. 1 2 3  『中央線 塩崎駅が生まれ変わりました』（PDF）（プレスリリース）甲斐市／東日本旅客鉄道八王子支社、2014年10月7日。オリジナルの2016年4月27日時点におけるアーカイブ。2020年3月24日閲覧。
10. 1 2  「「地域のシンボルに」 塩崎駅の新駅舎完成」『朝日新聞』朝日新聞社、2014年10月9日。
11. 1 2  “JR東日本：駅構内図・バリアフリー情報（塩崎駅）”.   東日本旅客鉄道. 2025年6月7日閲覧。

### 利用状況
1. 1 2  “各駅の乗車人員（2023年度）”.   東日本旅客鉄道. 2024年7月20日閲覧。
2. ↑  “各駅の乗車人員（2000年度）”.   東日本旅客鉄道. 2019年4月18日閲覧。
3. ↑  “各駅の乗車人員（2001年度）”.   東日本旅客鉄道. 2019年4月18日閲覧。
4. ↑  “各駅の乗車人員（2002年度）”.   東日本旅客鉄道. 2019年4月18日閲覧。
5. ↑  “各駅の乗車人員（2003年度）”.   東日本旅客鉄道. 2019年4月18日閲覧。
6. ↑  “各駅の乗車人員（2004年度）”.   東日本旅客鉄道. 2019年4月18日閲覧。
7. ↑  “各駅の乗車人員（2005年度）”.   東日本旅客鉄道. 2019年4月18日閲覧。
8. ↑  “各駅の乗車人員（2006年度）”.   東日本旅客鉄道. 2019年4月18日閲覧。
9. ↑  “各駅の乗車人員（2007年度）”.   東日本旅客鉄道. 2019年4月18日閲覧。
10. ↑  “各駅の乗車人員（2008年度）”.   東日本旅客鉄道. 2019年4月18日閲覧。
11. ↑  “各駅の乗車人員（2009年度）”.   東日本旅客鉄道. 2019年4月18日閲覧。
12. ↑  “各駅の乗車人員（2010年度）”.   東日本旅客鉄道. 2019年4月18日閲覧。
13. ↑  “各駅の乗車人員（2011年度）”.   東日本旅客鉄道. 2019年4月18日閲覧。
14. ↑  “各駅の乗車人員（2012年度）”.   東日本旅客鉄道. 2019年4月18日閲覧。
15. ↑  “各駅の乗車人員（2013年度）”.   東日本旅客鉄道. 2019年4月18日閲覧。
16. ↑  “各駅の乗車人員（2014年度）”.   東日本旅客鉄道. 2019年4月18日閲覧。
17. ↑  “各駅の乗車人員（2015年度）”.   東日本旅客鉄道. 2019年4月18日閲覧。
18. ↑  “各駅の乗車人員（2016年度）”.   東日本旅客鉄道. 2019年4月18日閲覧。
19. ↑  “各駅の乗車人員（2017年度）”.   東日本旅客鉄道. 2019年4月18日閲覧。
20. ↑  “各駅の乗車人員（2018年度）”.   東日本旅客鉄道. 2019年7月10日閲覧。
21. ↑  “各駅の乗車人員（2019年度）”.   東日本旅客鉄道. 2020年7月10日閲覧。
22. ↑  “各駅の乗車人員（2020年度）”.   東日本旅客鉄道. 2021年7月19日閲覧。
23. ↑  “各駅の乗車人員（2021年度）”.   東日本旅客鉄道. 2022年8月3日閲覧。
24. ↑  “各駅の乗車人員（2022年度）”.   東日本旅客鉄道. 2023年7月9日閲覧。